# Kodak Black
Bill K. Kapri (rodným jménem Dieuson Octave, * 11. června 1997, Pompano Beach, Florida, USA), spíše známý jako Kodak Black, je americký rapper. Proslul svými písněmi "No Flockin" a "Tunnel Vision".

## Dětství
Dieuson Octave se narodil 11. června 1997 ve městě Pompano Beach, stát Florida. Vyrůstal pouze se svou matkou Marcelene Octave na sídlišti Golden Acres. Oba jeho rodiče byli imigranti z Haiti. Octave si čašem změnil jméno na Bill K. Kapri.
S rapováním začal na základní škole, kde četl řadu slovníků, aby si rozšířil slovní zásobu. Už v dětství si připsal několik nezákonných aktivit včetně vloupání. Od šesti let používal přezdívku „Black“, dále si říkal také „Lil' Black“. V momentě, kdy se přidal na sociální síť Instagram si začal říkat Kodak Black.

## Kariéra

### 2009–2015: Počátky aProject Baby
V roce 2009, ve věku 12 let, se stal členem lokální rapové skupiny Brutal Youngnz. V této době používal pseudonym J-Black. Brzy poté přešel do rapové skupiny The Kolyons. V prosinci 2013 vydal svou první mixtape s názvem Project Baby. V prosinci 2014 vydal mixtape Heart of the Projects a v prosinci 2015 mixtape Institution.
V říjnu 2015 zveřejnil kanadský rapper Drake video, na kterém tančí na píseň "Skrt" od Kodak Blacka, což mu pomohlo se dostat do povědomí posluchačů. Kodak Black ještě v témže měsíci podepsal nahrávací smlouvu s labelem Atlantic Records.

### 2016–2019: Průlom,Painting PicturesaDying to Live
V květnu 2016 hostoval na singlu "Lockjaw" od Frenche Montany z mixtape MC4. V červnu 2016 vydal svou čtvrtou mixtape s názvem Lil B.I.G. Pac. Mixtape se stala jeho prvním dílem, které se umístilo v žebříčcích prodejnosti alb. Mixtape se umístila na 49. příčce žánrového žebříčku Top R&B/Hip-Hop Albums. V červnu 2016 byl v časopise XXL jmenován jedním z objevů roku (2016 Freshman Class).
V únoru 2017 vydal singl "Tunnel Vision", singl debutoval na 27. příčce a vyšplhal se na 6. příčku žebříčku Billboard Hot 100 a na 17. příčku v Canadian Hot 100. Šlo o jeho první singl, který se umístil v Top 10 písních hlavního amerického žebříčku singlů. Na konci března 2017 vydal své debutové album s názvem Painting Pictures. Album debutovalo na 3. příčce žebříčku Billboard 200 s prodejem 71 000 kusů během prvního týdne (15 000 ks v přímém prodeji a 75 milionů streamů). Druhý singl "Patty Cake" se umístil na 76. příčce žebříčku Billboard Hot 100. V srpnu 2017 získalo album certifikaci zlatá deska.
V srpnu 2017 vydal mixtape Project Baby 2. Mixtape se umístila na 2. příčce žebříčku Billboard 200 s 49 800 kusy prodanými během prvního týdne (8 400 ks v přímém prodeji a 58,6 milionu streamů). Z ní pochází úspěšné singly "Roll in Peace" (ft. XXXTentacion) (51. příčka v Billboard Hot 100), „Transportin'“ (46. příčka) a "Codeine Dreaming" (ft. Lil Wayne) (52. příčka).
V roce 2017 hostoval také na úspěšném singlu „Drowning“ od A Boogie wit da Hoodie (38. příčka). V říjnu 2017 vydal společný mixtape s rapperem Pliesem s názvem F.E.M.A.. V únoru 2018 vydal mixtape Heartbreak Kodak.
Jako první singl po propuštění z vězení (ze srpna 2018) vydal v září 2018 píseň „If I'm Lyin, I'm Flyin“ (56. příčka). V říjnu 2018 následovala píseň „Zeze“ (ft. Travis Scott a Offset). Píseň debutovala na 2. příčce žebříčku Billboard Hot 100 a na 1. příčce Billboard Hot R&B/Hip-Hop Songs (jako jeho historicky první). Úspěchu písně napomohl také virální trend #ZEZEchallenge. V téže době hostoval na singlu „Wake Up in the Sky“ (14. příčka) od Gucci Manea. Dalším singlem byla píseň „Take One“ (82. příčka). Album Dying to Live vyšlo v prosinci 2018 a debutovalo na 1. příčce žebříčku Billboard 200. V první týden prodeje se ho prodalo 89 000 ks (po započítání streamů). Jako další singl byla zvolena píseň „Calling My Spirit“ (46. příčka). Po vydání se v žebříčku Billboard Hot 100 umístily ještě tři další písně „MoshPit“ (ft. Juice Wrld) (58. příčka), „Testimony“ (74. příčka) a „Gnarly“ (ft. Lil Pump) (88. příčka).

### 2020–…:Bill Israel,Back For EverythingaKutthroat Bill
V listopadu 2020 vyšlo, zatímco byl stále ve vězení, album Bill Israel. Debutovalo na 52. příčce žebříčku Billboard 200. V květnu 2021 vydal mixtape Haitian Boy Kodak, které se v prvním týdnu prodalo 22 000 kusů (po započítání streamů) a tím debutovala na 25. příčce. O měsíc později vydal na své narozeniny EP Happy Birthday Kodak.
Na Halloween 2021 vyšel kompilační projekt jeho labelu Sniper Gang s názvem Sniper Gang Presents Syko Bob & Snapkatt: Nightmare Babies, ze kterého pochází jeho samostatný singl „Super Gremlin“. Ten nejdříve nijak zvlášť neuspěl, ale nakonec se i díky videoklipu a dalším mediálním kontroverzím Kodaka Blacka stal virálním hitem, který se na začátku ledna 2022 vyhoupl na 6. příčku žebříčku Billboard Hot 100. Pro Kodaka Blacka to byl první singl v žebříčku od roku 2018.
V únoru 2022 byl postřelen do nohy během skupinové potyčky poté, co odcházel z narozeninové oslavy zpěváka Justina Biebera v Los Angeles.
Na vlně úspěchu singlu „Super Gremlin“ mu v únoru 2022 vyšlo album Back For Everything. Na konci října 2022 vyšel ještě projekt Kutthroat Bill: Vol. 1. V květnu 2023 vyšlo album Pistolz & Pearlz, které bylo jeho poslední u vydavatelství Atlantic Records, na kterém působil od svého debutu. V listopadu 2023 následovala deska When I Was Dead, jeho první u vydavatelství Capitol Records a Universal Music Group. Album debutovalo na 74. příčce žebříčku Billboard 200 jako do té doby nejhorší.

## Problémy se zákonem
V dětství byl třikrát umístěn do diagnostického ústavu a později byl propuštěn na podmínku.
V říjnu 2015 byl zatčen v Pompano Beach a obviněn z loupeže, napadení, omezení pohybu nezletilé osoby a držení konopí. Později byl propuštěn.
V dubnu 2016 byl zadržen v Hallandale Beach a obviněn z držení zbraně, držení konopí a z pokusu o útěk před policií. O měsíc později byl zatčen v Broward County a obviněn z ozbrojeného přepadení a omezování pohybu. Po tomto zatčení na něj byla uvalena vazba.
V srpnu 2016 stanul před soudem ve Fort Lauderdale. V jeho prospěch vypovídali někteří vedoucí zaměstnanci Atlantic Records. Po dohodě se soudcem nevznesl žádnou námitku proti obviněním a byl odsouzen k ročnímu domácímu vězení, pětileté podmínce, obecně prospěšným pracím a podstoupení kurzu zvládání hněvu. Před jeho propuštěním policie objevila dva odložené soudní příkazy na Blacka. První (z města Florence) ho obviňoval ze znásilnění, druhý (ze St. Lucie County) ze dvou přečinů držení konopí. V návaznosti na tyto příkazy nebyl propuštěn na podmínku a zůstal ve vazbě. V září 2016 nevznesl protest proti druhému obvinění za držení konopí a byl odsouzen na čtyři měsíce do vězení. Z trestu se odečetl čas strávený ve vazbě. Nicméně ještě musel vykonat 120 hodin obecně prospěšných prací a na rok mu byl odebrán řidičský průkaz.
Po propuštění z věznice byl převezen do města Florence v Jižní Karolíně, kde byl obviněn ze znásilnění. Podle oběti, která zločin nahlásila školní zdravotnici, se zločin odehrál v únoru 2016 ve městě Florence, kde tehdy Kodak Black vystupoval. Po koncertě měl odvést oběť do hotelového pokoje, roztrhat ji oblečení, pokousat a znásilnit. V prosinci byl propuštěn na kauci, která činila 100 000 dolarů, před soud se vrátil v únoru 2017. Soud stále pokračuje.
V únoru 2017 byl za porušení podmínky znovu zadržen, ale následně ihned propuštěn.
V dubnu 2017 ho lektorka Ramona Sanchez, která vedla skupinovou terapii na zvládání hněvu, na kterou byl Kodak Black nucen docházet, obvinila z napadení během vedení kurzu. Soudce nařídil Blackovi individuální terapii, namísto skupinové.
V květnu 2017 byl za porušení domácího vězení odsouzen k roku ve vězení, s nabídkou předčasného propuštění po absolvování speciálních nápravných kurzů. Z vězení byl propuštěn po jednom měsíci, nicméně byl odsouzen k ročnímu domácímu vězení a nové pětileté podmínce.
V lednu 2018 byl v Pembroke Pines na Floridě opět zatčen a obviněn z držení zbraně a marihuany coby odsouzená osoba v podmínce, navíc tak činil v přítomnosti nezletilého. Dále byl obviněn z přepadení. V dubnu 2018 byl odsouzen k ročnímu odnětí svobody za držení zbraně a marihuany coby odsouzená osoba v podmínce, v ostatních bodech byl shledán nevinným. Následně mu byl trest snížen do října 2018, propuštěn však byl ještě dříve, v průběhu srpna 2018. Krátce po propuštění mu byla zrušena také podmínka.
V dubnu 2019 byl během svého turné zadržen policií na hranicích s Kanadou, a to za neoprávněné držení palné zbraně a marihuany. Krátce poté byl propuštěn na kauci v hodnotě 20 000 dolarů.
V květnu 2019 byl krátce před svým vystoupením na festivalu Rolling Loud v Miami zatčen a obviněn ve federálním případě falšování údajů při nákupu palných zbraní. Soudce tentokrát nestanovil kauci a Kodak Black tím zůstal až do soudního přelíčení ve vazbě. V srpnu před soudem přiznal svou vinu. V listopadu přijal dohodu o vině a trestu a byl odsouzen k třem rokům a osmi měsícům odnětí svobody.
Vedle tohoto federálního případu stále probíhají také soudní líčení v New Yorku (zatčení z dubna 2019) a Jižní Karolíně (obvinění ze znásilnění z roku 2016). V březnu 2020 byl zahájen soud za čin držení zbraně při přechodu hranice do Kanady. K činu se přiznal s tím, že překročení hranice bylo dle něj způsobeno špatnou navigací GPS.
V lednu 2021 mu odcházející prezident Donald Trump udělil milost za zločiny z let 2019 a 2020. Jeho právní tým se o udělení prezidentské milosti snažil již delší dobu. Kodak Black na sociálních sítích například přislíbil, že v případě udělení milosti věnuje milion dolarů charitě. I přes udělení milosti ovšem pokračuje soudní proces v případu obvinění ze znásilnění z roku 2016. Na konci dubna 2021 přijal v tomto případu dohodu o vině a trestu, uznal vinu, a byl tím odsouzen k deseti letům odnětí svobody, ovšem podmíněně s 18měsíční zkušební dobou.
Na Vánoce 2021 byl zatčen v Golden Acres Projects v Pompano Beach, za to, že se vstoupil do tamních činžovních domů i přes zákaz majitele. Na stanici pobyl jen pár hodin a poté byl propuštěn na kauci 25 dolarů.
V červenci 2022 byl zadržen na Floridě ve městě Ft. Lauderdale. Během prohlídky u něj policie našla 31 tablet Oxykodonu a 50 000 dolarů v hotovsti. Následně byl propuštěn na kauci do domácího vězení, během kterého musí soudu hlásit své plánované vycházky na koncerty. Hrozí mu návrat do vězení, jelikož držením drog porušil svou podmínku.
V prosinci 2023 byl zatčen ve městě Plantation na Floridě za držení kokainu a manipulaci s důkazy. Policie ho nalezla ve špatně zaparkovaném voze se 4 gramy kokainu a se stopami po čerstvém užití této drogy. Brzy po zatčení byl propuštěn na kauci 75 000 dolarů.

## Osobní život
V květnu 2018 si nechal oficiálně změnit civilní jméno z Dieuson Octave na Bill K. Kapri. Změnu jména odůvodnil snahou o nový začátek s čistým štítem. V červnu 2018 oznámil, že během svého uvěznění úspěšně složil vyrovnávací zkoušky středoškolského vzdělání (General Educational Development, GED).

### Filantropie
V říjnu 2018 daroval 10 000 dolarů společnosti Jack and Jill Children's center, která se věnuje poskytování vzdělání dětem. V prosinci 2018 zaplatil neziskové organizaci Paradise Childcare vánoční dárky pro 150 dětí z floridského Broward County.
Během roku 2018 přispěl 2 500 dolarů do sbírky pro pozůstalé jihokarolínského policisty Terrence Carrawaye, který byl zabit během výkonu služby. V květnu 2019 přispěl 12 500 dolarů na sbírku žačky ze školního obvodu Cleburne Independent v Texasu, která sbírku založila s cílem poskytnout školní potřeby všem tamním dětem.
Během horkého léta roku 2021 daroval sto bytových klimatizací lidem bydlícím v činžovních domech Golden Acres Projects v Pompano Beach. Ačkoliv nájemníci dary přivítali, aktivita se nelíbila majiteli domu, který později nechal napsat předžalobní výzvu na zákaz vstupu rappera do jím vlastněných prostor. Zdůvodnil ji rušením klidu. V září 2021 vystupoval na benefičním koncertu pořádaném rapperem Futurem na podporu obnovy po zemětřesení na Haiti.

## Diskografie

### Studiová alba
- 2017: Painting Pictures
- 2018: Dying to Live
- 2020: Bill Israel
- 2022: Back for Everything
- 2023: Pistolz & Pearlz
- 2023: When I Was Dead

### Mixtapes
- 2013: Project Baby
- 2014: Heart of the Projects
- 2015: Institution
- 2016: Lil B.I.G. Pac
- 2017: Project Baby 2
- 2017: F.E.M.A. (s Plies)
- 2018: Heartbreak Kodak
- 2021: Haitian Boy Kodak
- 2022: Kutthroat Bill: Vol. 1

### EP
- 2021: Happy Birthday Kodak

### Úspěšné singly
Singly umístěné v žebříčku Billboard Hot 100:
- 2015: „No Flockin“
- 2016: „There He Go“
- 2017: „Tunnel Vision“
- 2017: „First Day Out“
- 2017: „Patty Cake“
- 2017: „Roll in Peace“ (ft. XXXTentacion)
- 2017: „Transportin'“
- 2017: „Codeine Dreaming“ (ft. Lil Wayne)
- 2018: „If I'm Lyin, I'm Flyin“
- 2018: „Zeze“ (ft. Travis Scott a Offset)
- 2018: „Take One“
- 2018: „Calling My Spirit“
- 2021: „Super Gremlin“
- 2022: „I Wish“
- 2022: „Usain Boo“
- 2022: „Walk“
- 2023: „King Snipe“ (s Gucci Mane)
- 2023: „Angel Pt. 1“ (s NLE Choppa (ft. Pak Či-min, Jvke a Muni Long))
- 2023: „Hvn on Earth“ (s Lil Tecca)